# Reserve (New Mexico)
Reserve is een plaats (village) in de Amerikaanse staat New Mexico, en valt bestuurlijk gezien onder Catron County.

## Demografie
Bij de volkstelling in 2000 werd het aantal inwoners vastgesteld op 387.
In 2006 is het aantal inwoners door het United States Census Bureau geschat op 336, een daling van 51 (-13,2%).

## Geografie
Volgens het United States Census Bureau beslaat de plaats een oppervlakte van
1,4 km², geheel bestaande uit land. Reserve ligt op ongeveer 1760 m boven zeeniveau.

## Plaatsen in de nabije omgeving
De onderstaande figuur toont nabijgelegen plaatsen in een straal van 92 km rond Reserve.